# Narthecusa taeniarcha
Narthecusa taeniarcha är en fjärilsart som beskrevs av Louis Beethoven Prout. Narthecusa taeniarcha ingår i släktet Narthecusa och familjen mätare. Inga underarter finns listade i Catalogue of Life.